# Samuel Johannes Sandberg van Essenburg
 (juillet 2021).
Si vous disposez d'ouvrages ou d'articles de référence ou si vous connaissez des sites web de qualité traitant du thème abordé ici, merci de compléter l'article en donnant les références utiles à sa vérifiabilité et en les liant à la section « Notes et références ».
Le baron Samuel John Sandberg, seigneur d'Essenburg, né à Zwolle le 22 janvier 1778 et mort à Nunspeet le 16 mai 1854, est un homme politique néerlandais. 

## Biographie
Samuel John Sandberg, membre de la famille Sandberg, est avocat et juge de Zwolle. Il est membre extraordinaire de la double assemblée des États généraux des Pays-Bas unis (du 8 au 19 août 1815) qui doit se prononcer sur la constitution de 1815. Dans les premières années du royaume, de 1815 à 1828, il est un membre éminent, actif et estimé de la Chambre basse. Il est l'un des membres les plus progressistes. En 1823 et 1825, il est élu président de la Chambre des représentants. Lorsqu'il quitte la Chambre en 1828, son frère Albertus Sandberg, de neuf ans son aîné, lui succède.
En 1828, le roi le nomme gouverneur de la province de Liège, mais après la révolution belge de 1830, il doit déménager à Maastricht . Il s'installe ensuite à Harderwijk et siège quelque temps au Conseil d'État, jusqu'à ce que les déplacements vers La Haye deviennent trop lourds pour lui.